# Samdrup Jongkhar (Distrikt)
Samdrup Jongkhar (བསམ་གྲུབ་ལྗོངས་མཁར་རྫོང་ཁག་) ist einer der 20 Distrikte (dzongkhag) von Bhutan. In diesem Distrikt leben etwa 35.079 Menschen (2017). Das Gebiet Samdrup Jongkhar umfasst 1877,67 km².
Die Hauptstadt des Distrikts ist das gleichnamige Samdrup Jongkhar.
Samdrup Jongkhar ist wiederum eingeteilt in 11 Gewogs:
- Deothang Gewog
- Gomdar Gewog
- Langchenphu Gewog
- Lauri Gewog
- Martshala Gewog
- Orong Gewog
- Pemathang Gewog
- Phuntshothang Gewog
- Samrang Gewog
- Serthi Gewog
- Wangphu Gewog